# China National Offshore Oil Corporation
La China National Offshore Oil Corporation (CNOOC, en chino tradicional, 中國海洋石油總公司; en chino simplificado, 中国海洋石油总公司; pinyin, Zhōngguó Háiyáng Shíyóu Zǒnggōngsī) es una compañía petrolera china creada en 1982, cuyo capital está controlado en su totalidad por el Estado chino. Cuenta con varias filiales, que cotizan en las bolsas de valores de Hong Kong y Nueva York. 
CNOOC es la tercera compañía petrolera china, tras Sinopec y PetroChina. Su objetivo está más orientado a la explotación de recursos petrolíferos y gasísticos exteriores a China, en cooperación con empresas extranjeras.